# Marutha de Tikrit
Marutha de Tikrit fut un dignitaire de l'Église syriaque orthodoxe, né vers 565 dans le village de Shawarzaq, en face de Balad, mort le 2 mai 649 à Tikrit, considéré comme le premier maphrien.

## Biographie
Il fut instruit dès son enfance dans le monastère Saint-Samuel (Dayro d'Mor Shmuel), près de son village natal. Il entra ensuite dans le monastère de Nardas, près de Balad, sur l'autre rive du Tigre, où demeurait Mor Zakhay, l'évêque jacobite de la région, dont il devint bientôt l'auxiliaire. Il partit ensuite compléter ses études en territoire romain, et passa dix ans au monastère Saint-Zachée (Dayro d'Mor Zakhay) près de Callinicum, important centre d'étude où il étudia les auteurs grecs (notamment Grégoire de Nazianze) sous la direction d'un savant moine nommé Théodore. Il acheva sa formation, particulièrement en calligraphie syriaque, dans la région d'Édesse, dans la compagnie d'un moine aveugle nommé Thomas. Il partit ensuite s'installer (sans doute vers 605) au monastère Saint-Matthieu (Dayro d'Mor Mattay), près de Ninive, le plus grand établissement jacobite en territoire perse, où il déploya une importante activité d'enseignement et d'étude et réforma la règle des moines. Il fut appelé à la cour du roi Chosroès II, dont l'épouse favorite Shirin était une chrétienne jacobite, pour faire office de chapelain de celle-ci (dans le couvent qu'elle avait fondé près du palais). Vers la fin de son règne, Chosroès II (renversé et tué en février 628), alors que les revers s'accumulaient, se mit à persécuter les chrétiens ; Marutha se retira alors un temps dans le couvent de Beth Rabban Shabor, près de Koufa, avant de rentrer au monastère Mor Mattay.
Le patriarche Athanase Ier d'Antioche envoya son collaborateur Jean des Sédré en mission auprès du nouveau roi perse Kavadh II ; au retour, il passa par le monastère Mor Mattay et invita le métropolite Christophe, quatre évêques de la région et trois moines, dont Maroutha, à l'accompagner auprès du patriarche. Celui-ci décida de rassembler sous l'autorité d'un seul grand métropolite toutes les institutions de l'Église jacobite situées en territoire perse (fin 628) : ce fut l'origine de l'institution des maphriens qui exista jusqu'en 1859 (bien que le mot lui-même n'apparaisse qu'au XIIe siècle). Marutha fut choisi par les évêques pour exercer la fonction et tint un concile dans le monastère Mor Mattay, qui édicta vingt-quatre canons : l'Église syriaque orthodoxe en territoire perse fut organisée en douze diocèses, auxquels Marutha en ajouta un en Azerbaïjan et deux dans l'actuel Afghanistan (Hérat et Zarandj) ; le nouveau dignitaire eut le monopole des consécrations épiscopales et des créations d'églises ou de monastères. Marutha s'installa à Tikrit où il fit ériger une nouvelle cathédrale. Il fonda deux monastères (monastère Saint-Serge près d'une source dans une région désertique non loin de Tikrit, et couvent féminin de Beth Ébhré).
Son successeur Denha (mort en 660) a écrit sa Vie.

## Œuvres
Il est l'auteur d'un canon liturgique et de prières et hymnes pour des fêtes du calendrier ; d'homélies festales et de sermons (notamment sur les saints martyrs de Perse) ; de commentaires sur les Évangiles dont il reste des fragments ; d'une lettre au patriarche Jean II citée par Michel le Syrien où il parle de la persécution menée par l'évêque nestorien Barsauma contre les monophysites. On lui attribue parfois une Vie de Mor Aḥudemmeh, premier métropolite jacobite de Tikrit (559-575). Il avait également composé un traité polémique contre le nestorianisme, qui est perdu.

## Éditions
- François Nau (éd.), Histoires d'Açoudemmeh et de Marouta, métropolitains jacobites de Tagrit et de l'Orient (VIe et VIIe siècles), suivies du traité d'Açoudemmeh sur l'homme (texte, traduction française et notes), Patrologia Orientalis 3, 1905, p. 1-120.